# Matsumoto Jun (médecin)
 (juin 2025).
Le baron Jun Matsumoto (松本順) (aussi connu sous le nom de Ryōjun Matsumoto (松本 良順)) est un médecin japonais né le 13 juillet 1832 à Edo (actuelle Tokyo) et décédé le 12 mars 1907 à Ōiso. Médecin personnel du dernier shogun au pouvoir Yoshinobu Tokugawa, Matsumoto a étudié également la photographie auprès de J. L. C. Pompe van Meerdervoort (1829–1908), et, bien qu'il ait reconnu les compétences de son instructeur, a décrit le résultat d'une de ses expériences photographiques comme "une maigre ombre noire". Le ministre des Affaires étrangères Tadasu Hayashi était son frère.

## Biographie
Fils d'un médecin du domaine de Sakura, Matsumoto est né à la résidence du clan Hotta dans le quartier d'Azabu à Edo. Envoyé à Nagasaki en 1857 pour étudier le rangaku (l'étude des sciences occidentales), il en profita pour apprendre la photographie et la médecine occidentale. Lorsque le photographe suisse Pierre Rossier arriva au Japon en 1859, Matsumoto lui fournit Genzō Maeda pour l'assister (Maeda deviendra plus tard un pionnier de la photographie au Japon). Une autre anecdote du rapport entre Matsumoto et la photographie est lorsqu'il adopta entre 1857 et 1859 le futur photographe, alors âgé de 13 ans, Kuichi Uchida.
Matsumoto aida le domaine d'Aizu à moderniser sa médecine, et, en 1868, il se rendit à Kyoto pour assister Katamori Matsudaira, le daimyo (gouverneur) d'Aizu, qui était alors Kyoto Shugoshoku ("commissaire militaire de Kyoto"). À l'époque, la situation à Kyoto était très tendue, et Matsumoto se lia d'amitié avec Isami Kondō, le chef du Shinsen Gumi, et lui offrit ses services de médecin. Lors de la seconde expédition de Chōshū en 1866, il fut le médecin personnel du 14e shogun, Iemochi Tokugawa.
Durant la guerre de Boshin (1868-1869) qui opposa le forces du shogun à celle de l'empereur, il servit volontairement dans les unités médicales des forces shogunales. Après la bataille d'Aizu en 1868, il se sauva à Sendai et s’enrôla dans l'Ōuetsu Reppan Dōmei. Brièvement emprisonné après la guerre, il fut libéré sur l'initiative du général Aritomo Yamagata qui lui demanda d'aider au développement des unités médicales de la toute récente armée impériale japonaise.
Durant l'ère Meiji (1868-1912), il conserva ses relations avec les anciens samouraïs du shogun. Il aida aussi Nagakura Shinpachi et Saito Hajime à construire un monument en mémoire du Shinsengumi dans le quartier tokoïte d'Itabashi. Il fit ensuite son entrée dans la chambre des pairs du Japon et reçut le titre de baron (danshaku).
Matsumoto meurt le 12 mars 1907 à Ōiso et est enterré au temple de Myodai-ji.